# Urszula Kielan
Urszula Kielan-Lipiec, poljska atletinja, * 10. oktober 1960, Otwock, Poljska.
Nastopila je na poletnih olimpijskih igrah leta 1980, kjer je osvojila naslov olimpijske podprvakinje v skoku v višino. Na evropskih dvoranskih prvenstvih je osvojila srebrno in tri bronaste medalje.